# Boutigny-sur-Essonne
Pour les articles homonymes, voir Boutigny et Essonne.
Boutigny-sur-Essonne (prononcé [but̪iɲi syʁ esɔn] ) est une commune française située à quarante-sept kilomètres au sud-est de Paris dans le département de l'Essonne en région Île-de-France.
Ses habitants sont appelés les Botignacois.

## Géographie

### Situation
| Type d’occupation           | Pourcentage | Superficie (en hectares) |
| --------------------------- | ----------- | ------------------------ |
| Espace urbain construit     | 8,8 %       | 143,68                   |
| Espace urbain non construit | 3,9 %       | 64,22                    |
| Espace rural                | 87,2 %      | 1 418,42                 |
| Source : Iaurif-MOS 2008    |             |                          |

Boutigny-sur-Essonne est située à quarante-sept kilomètres au sud-est de Paris-Notre-Dame, point zéro des routes de France, vingt-trois kilomètres au sud-ouest d'Évry, seize kilomètres à l'est d'Étampes, six kilomètres au sud de La Ferté-Alais, huit kilomètres au nord-ouest de Milly-la-Forêt, vingt kilomètres au sud-est d'Arpajon, vingt-et-un kilomètres au sud-ouest de Corbeil-Essonnes, vingt-quatre kilomètres au sud-est de Montlhéry, vingt-neuf kilomètres au sud-est de Dourdan, trente-deux kilomètres au sud-est de Palaiseau. Elle est aussi située à soixante-sept kilomètres au sud-ouest de son homonyme Boutigny en Seine-et-Marne et soixante-huit kilomètres au sud-est de Boutigny-Prouais en Eure-et-Loir.

### Hydrographie
La commune est traversée par la rivière l'Essonne.

### Relief et géologie
Le point le plus bas de la commune est situé à cinquante-sept mètres d'altitude et le point culminant à cent quarante-sept mètres.

### Climat
Pour des articles plus généraux, voir Climat de l'Île-de-France et Climat de l'Essonne.
En 2010, le climat de la commune est de type climat océanique dégradé des plaines du Centre et du Nord, selon une étude du CNRS s'appuyant sur une série de données couvrant la période 1971-2000. En 2020, Météo-France publie une typologie des climats de la France métropolitaine dans laquelle la commune est exposée à un climat océanique altéré et est dans la région climatique Sud-ouest du bassin Parisien, caractérisée par une faible pluviométrie, notamment au printemps (120 à 150 mm) et un hiver froid (3,5 °C).
Pour la période 1971-2000, la température annuelle moyenne est de 11,1 °C, avec une amplitude thermique annuelle de 15,4 °C. Le cumul annuel moyen de précipitations est de 678 mm, avec 10,1 jours de précipitations en janvier et 7,5 jours en juillet. Pour la période 1991-2020, la température moyenne annuelle observée sur la station météorologique la plus proche, située sur la commune de Courdimanche-sur-Essonne à 2 km à vol d'oiseau, est de 11,6 °C et le cumul annuel moyen de précipitations est de 594,8 mm,. Pour l'avenir, les paramètres climatiques de la commune estimés pour 2050 selon différents scénarios d'émission de gaz à effet de serre sont consultables sur un site dédié publié par Météo-France en novembre 2022.
| Mois                                  | jan.           | fév.           | mars           | avril         | mai           | juin          | jui.           | août          | sep.           | oct.          | nov.             | déc.            | année      |
| ------------------------------------- | -------------- | -------------- | -------------- | ------------- | ------------- | ------------- | -------------- | ------------- | -------------- | ------------- | ---------------- | --------------- | ---------- |
| Température minimale moyenne (°C)     | 1,4            | 1              | 2,8            | 4,7           | 8,4           | 11,5          | 13,4           | 13            | 9,8            | 7,6           | 4,1              | 1,9             | 6,6        |
| Température moyenne (°C)              | 4,3            | 4,8            | 7,8            | 10,5          | 14,1          | 17,5          | 19,8           | 19,5          | 15,9           | 12,1          | 7,5              | 4,8             | 11,6       |
| Température maximale moyenne (°C)     | 7,2            | 8,5            | 12,8           | 16,2          | 19,7          | 23,4          | 26,3           | 26            | 21,9           | 16,7          | 11               | 7,7             | 16,4       |
| Record de froid (°C) date du record   | −14,6 08.01.10 | −13,2 07.02.12 | −12,4 01.03.05 | −6,4 06.04.21 | −2,1 06.05.19 | 0,5 01.06.06  | 4,8 04.07.1990 | 3,6 26.08.18  | 0,3 30.09.1995 | −3,9 21.10.10 | −11,5 24.11.1998 | −10,5 19.12.09  | −14,6 2010 |
| Record de chaleur (°C) date du record | 15,8 27.01.03  | 21,2 27.02.19  | 25,4 31.03.21  | 28,9 20.04.18 | 32,5 28.05.17 | 38,1 18.06.22 | 42,1 25.07.19  | 40,5 12.08.03 | 35,7 09.09.23  | 29,3 02.10.23 | 22,1 07.11.15    | 17,3 16.12.1989 | 42,1 2019  |
| Précipitations (mm)                   | 44,6           | 42,1           | 43,5           | 43,2          | 62,4          | 56,2          | 47,4           | 49,1          | 45,7           | 54,7          | 50,8             | 55,1            | 594,8      |

### Voies de communication et transports

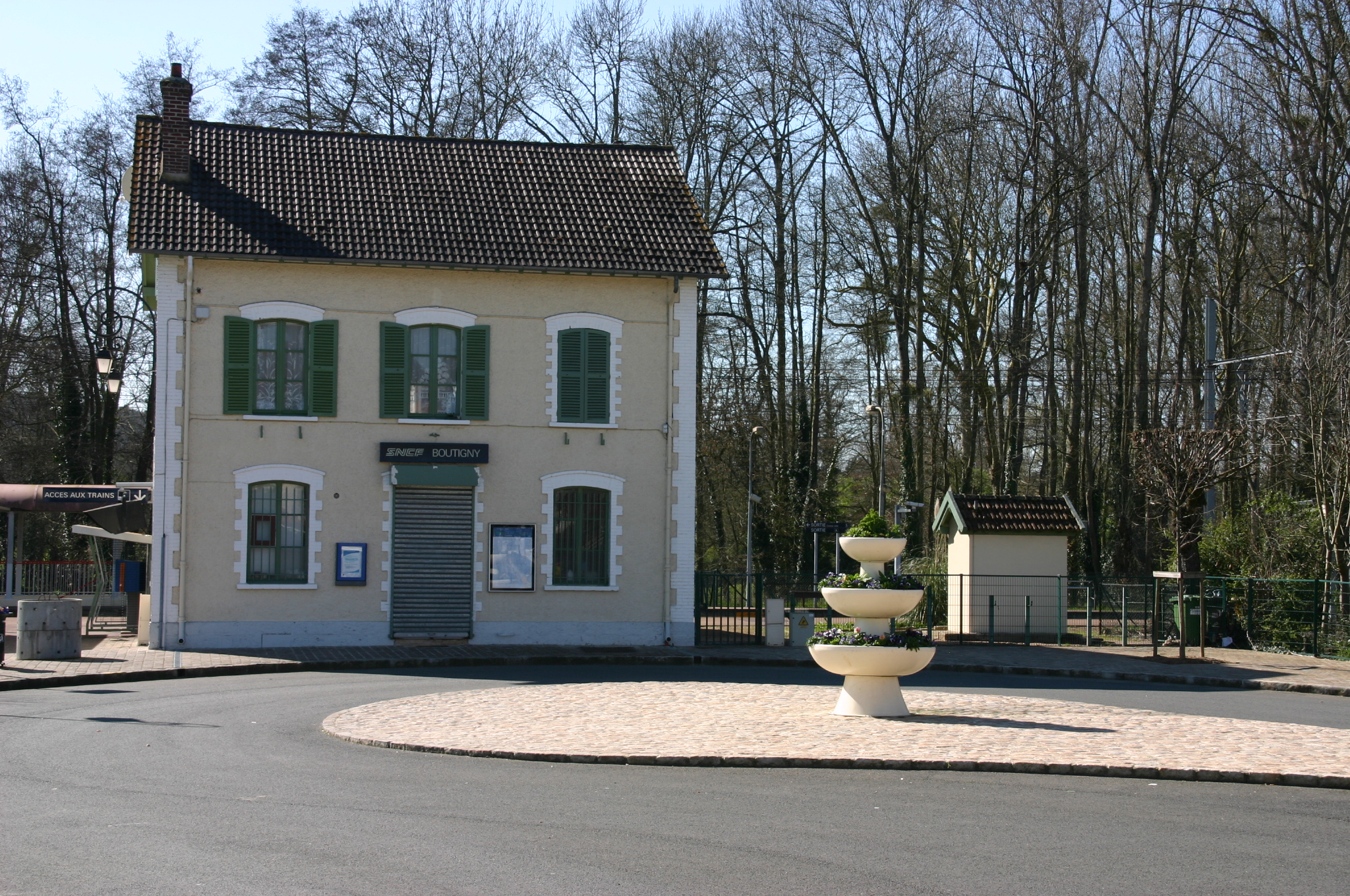
La gare de Boutigny.

La commune dispose sur son territoire de la gare de Boutigny desservie par la ligne D du RER d'Île-de-France.
Le sentier de grande randonnée GR 1 traverse le territoire de la commune, de Maisse au sud-est à Vayres-sur-Essonne à l'ouest.
La commune est desservie par la ligne de bus 4305 du réseau de bus Essonne Sud Est.

### Lieux-dits, écarts et quartiers
La commune s'articule autour de son centre et de petits hameaux alentour tels que Marchais, Les Audigers, Jarcy, Pasloup ou encore Le Pressoir (là où était pressé le vin).
Le lieu-dit des Singes Verts abrite l'école élémentaire du village, située sur le plateau de Marchais.

## Urbanisme

### Typologie
Au 1er janvier 2024, Boutigny-sur-Essonne est catégorisée bourg rural, selon la nouvelle grille communale de densité à sept niveaux définie par l'Insee en 2022.
Elle appartient à l'unité urbaine de Boutigny-sur-Essonne, une agglomération intra-départementale regroupant quatre  communes, dont elle est ville-centre,,. Par ailleurs la commune fait partie de l'aire d'attraction de Paris, dont elle est une commune de la couronne,. Cette aire regroupe 1 929 communes,.

## Toponymie
Attesté sous les formes latinisée Botigniacum, Boutignacum en 1254.
De l'archétype toponymique Bottiniacum de basse-latinité, composé du suffixe gallo-roman -acum de localisation et de propriété, précédé du nom de personne d'origine germanique Bottinus, dérivé de Botto, variante de Boto. Beaucoup de noms de lieux en -acum sont formés à partir d'anthroponymes germaniques. Le même nom de personne se retrouve dans les nombreux Boutigny (Cf. E-et-L. Boteneium v. 1160, S-et-M. Boteniacus 1005), ainsi que dans Boutteville, Bouttemont, Boutancourt, etc,.
Le nom précédent était Botegnais. En 1793, la commune fut créée par la Révolution française avec le simple toponyme de Boutigny, la mention de l'Essonne fut ajoutée en 1937.

## Histoire
- Le site est occupé dès le paléolithique : une peinture à l'ocre de cervidé a été découverte en 1953 dans la grotte de la Justice (dépôt au Musée des Antiquités nationales à Saint-Germain-en-Laye).
- Au Moyen Âge, les seigneurs de Château-Gaillard à Jarcy, hameau de Boutigny, règnent sur le village.
- Trois moulins à grain étaient présents sur le cours de l'Essonne. Le moulin de Boutigny a continué à produire de la farine avec les techniques modernes jusqu'en 2010 environ.
- Michel de l'Hospital fréquente le château de Bélesbat à partir de 1550 environ ; il y mourra en 1573. Voltaire y séjourne plusieurs fois en 1725.
- À partir de 1882, la commune produit des pavés et des bordures de grès pour Paris, expédiés à raison de 15 à 20 wagons par jour. L'activité cessera en 1962.
- Dès 1901, les cressonnières profitent de la pureté de l'eau, mais la vigne a disparu bien avant avec le phylloxéra.
- L'agriculture, malgré un afflux de nouvelles habitations, reste prépondérante (800 ha).

## Politique et administration

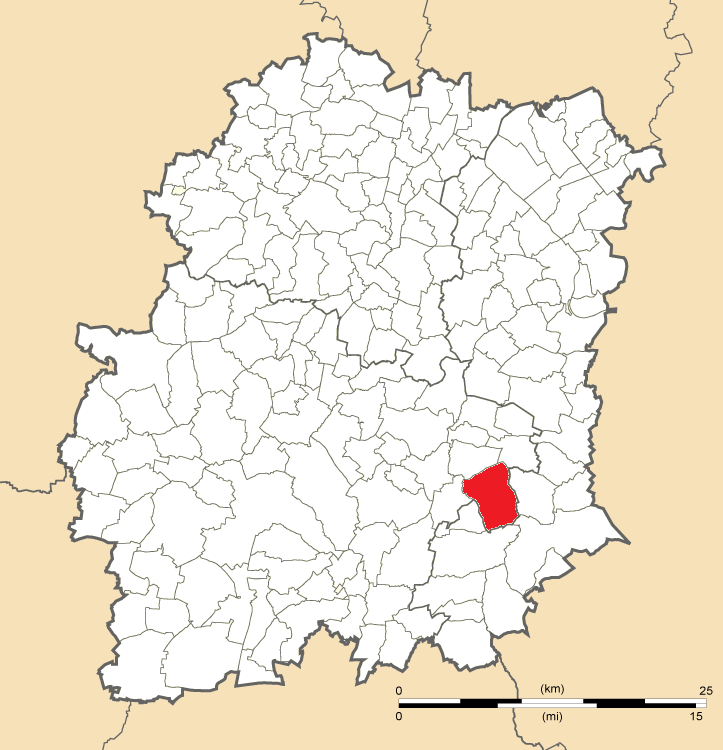
Position de Boutigny-sur-Essonne en Essonne.

### Rattachements administratifs et électoraux
Antérieurement à la loi du 10 juillet 1964, la commune faisait partie du département de Seine-et-Oise. La réorganisation de la région parisienne en 1964 fit que la commune appartient désormais au département de l'Essonne et à son arrondissement d’Étampes , après un transfert administratif effectif au 1er janvier 1968. Pour l'élection des députés, elle est rattachée à la deuxième circonscription de l'Essonne.
Elle faisait partie depuis 1801 du canton de La Ferté-Alais. Dans le cadre du redécoupage cantonal de 2014 en France, la commune intègre le canton de Mennecy.

### Intercommunalité
La commune est membre depuis 2013 de la communauté de communes des 2 Vallées, créée fin 2001.

### Tendances et résultats politiques
Élections présidentielles
Résultats des deuxièmes tours :
- Élection présidentielle de 2002 : 82,14 % pour Jacques Chirac (RPR), 17,86 % pour Jean-Marie Le Pen (FN), 83,34 % de participation[33].
- Élection présidentielle de 2007 : 57,56 % pour Nicolas Sarkozy (UMP), 42,44 % pour Ségolène Royal (PS), 88,31 % de participation[34].
- Élection présidentielle de 2012 : 54,36 % pour Nicolas Sarkozy (UMP), 45,64 % pour François Hollande (PS), 83,29 % de participation[35].

Élections législatives
Résultats des deuxièmes tours :
- Élections législatives de 2002 : 59,41 % pour Franck Marlin (UMP), 40,59 % pour Gérard Lefranc (PCF), 59,70 % de participation[36].
- Élections législatives de 2007 : 53,60 % pour Franck Marlin (UMP) élu au premier tour, 21,61 % pour Marie-Agnès Labarre (PS), 62,47 % de participation[37].
- Élections législatives de 2012 : 55,86 % pour Franck Marlin (UMP), 44,14 % pour Béatrice Pèrié (PS), 54,04 % de participation[38].

Élections européennes
Résultats des deux meilleurs scores :
- Élections européennes de 2004 : 19,78 % pour Harlem Désir (PS), 15,87 % pour Patrick Gaubert (UMP), 44,21 % de participation[39].
- Élections européennes de 2009 : 29,15 % pour Michel Barnier (UMP), 16,99 % pour Daniel Cohn-Bendit (Les Verts), 42,41 % de participation[40].

Élections régionales
Résultats des deux meilleurs scores :
- Élections régionales de 2004 : 48,60 % pour Jean-Paul Huchon (PS), 39,66 % pour Jean-François Copé (UMP), 67,84 % de participation[41].
- Élections régionales de 2010 : 54,95 % pour Jean-Paul Huchon (PS), 45,05 % pour Valérie Pécresse (UMP), 48,21 % de participation[42].

Élections cantonales et départementales
Résultats des deuxièmes tours :
- Élections cantonales de 2001 : données manquantes.
- Élections cantonales de 2008 : 53,25 % pour Guy Gauthier (UMP), 46,75 % pour Élisabeth Blond (PS), 45,26 % de participation[43].

Élections municipales
Résultats des deuxièmes tours :
- Élections municipales de 2001 : données manquantes.
- Élections municipales de 2008 : 1 066 voix pour Maryse Bernard (?), 1 066 pour Daniel Fitzelle (?), 56,83 % de participation[44].
- Élections municipales de 2014 : 64,82 % pour Daniel Denibas (DVD), 35,17% pour Pierre Gérard (UG)[45]
- Élections municipales de 2017 : 524 voix (55,69 %) pour Patricia Bergdolt (SE), 292 voix (31,24 %) pour Daniel Denibas[46] (DVD), 123 voix (12, 99 %) pour Pierre Gérard (Gauche).

Référendums :
- Référendum de 2000 relatif au quinquennat présidentiel : 67,65 % pour le Oui, 32,35 % pour le Non, 32,12 % de participation[47].
- Référendum de 2005 relatif au traité établissant une Constitution pour l'Europe : 57,80 % pour le Non, 42,20 % pour le Oui, 73,11 % de participation[48].

### Politique locale
À la suite de la démission de la majorité du conseil municipal en octobre 2017 pour protester contre le manque de concertation au sein de l’équipe et pour protester contre le projet d'utilisation du terrain « Siriex », des élections municipales sont organisées en décembre 2017,. Le maire sortant Daniel Denibas perd cette élection dès le premier tour au profit de son ancienne adjointe Patricia Bergdolt, mais avec une faible participation de 914 suffrages exprimés dans une commune de près de 3 000 habitants.

### Jumelages
| Boutigny-sur-Essonne a développé des associations de jumelage avec : - Lans (Autriche) depuis le 23 avril 1961 situé à 689 kilomètres. | \| Boutigny-sur-Essonne Lans \| |
| Boutigny-sur-Essonne Lans |                                 |

## Population et société

### Démographie

#### Évolution démographique
L'évolution du nombre d'habitants est connue à travers les recensements de la population effectués dans la commune depuis 1793. Pour les communes de moins de 10 000 habitants, une enquête de recensement portant sur toute la population est réalisée tous les cinq ans, les populations de référence des années intermédiaires étant quant à elles estimées par interpolation ou extrapolation. Pour la commune, le premier recensement exhaustif entrant dans le cadre du nouveau dispositif a été réalisé en 2008.

En 2022, la commune comptait 3 048 habitants, en évolution de +0,83 % par rapport à 2016 (Essonne : +2,89 %, France hors Mayotte : +2,11 %).
| 1793 | 1800 | 1806 | 1821 | 1831 | 1836 | 1841 | 1846 | 1851 |
| ---- | ---- | ---- | ---- | ---- | ---- | ---- | ---- | ---- |
| 527  | 468  | 531  | 561  | 575  | 578  | 555  | 586  | 573  |

| 1856 | 1861 | 1866 | 1872 | 1876 | 1881 | 1886 | 1891 | 1896 |
| ---- | ---- | ---- | ---- | ---- | ---- | ---- | ---- | ---- |
| 532  | 537  | 580  | 551  | 561  | 579  | 645  | 713  | 743  |

| 1901 | 1906 | 1911 | 1921 | 1926 | 1931  | 1936 | 1946 | 1954 |
| ---- | ---- | ---- | ---- | ---- | ----- | ---- | ---- | ---- |
| 761  | 826  | 924  | 846  | 954  | 1 038 | 877  | 762  | 806  |

| 1962 | 1968  | 1975  | 1982  | 1990  | 1999  | 2006  | 2008  | 2013  |
| ---- | ----- | ----- | ----- | ----- | ----- | ----- | ----- | ----- |
| 893  | 1 054 | 1 515 | 1 979 | 2 556 | 3 002 | 3 075 | 3 096 | 2 979 |

| 2018  | 2022  | - | - | - | - | - | - | - |
| ----- | ----- | - | - | - | - | - | - | - |
| 2 974 | 3 048 | - | - | - | - | - | - | - |

#### Pyramide des âges
En 2018, le taux de personnes d'un âge inférieur à 30 ans s'élève à 31,8 %, soit en dessous de la moyenne départementale (39,9 %). À l'inverse, le taux de personnes d'âge supérieur à 60 ans est de 29,5 % la même année, alors qu'il est de 20,1 % au niveau départemental.
En 2018, la commune comptait 1 455 hommes pour 1 519 femmes, soit un taux de 51,08 % de femmes, légèrement supérieur au taux départemental (51,02 %).
Les pyramides des âges de la commune et du département s'établissent comme suit.
| Hommes | Classe d’âge | Femmes |
| ------ | ------------ | ------ |
| 1,0    | 90 ou +      | 3,0    |
| 7,6    | 75-89 ans    | 9,9    |
| 19,9   | 60-74 ans    | 17,8   |
| 21,2   | 45-59 ans    | 22,3   |
| 16,4   | 30-44 ans    | 17,2   |
| 17,8   | 15-29 ans    | 13,2   |
| 16,2   | 0-14 ans     | 16,7   |

| Hommes | Classe d’âge | Femmes |
| ------ | ------------ | ------ |
| 0,5    | 90 ou +      | 1,4    |
| 5,4    | 75-89 ans    | 7,2    |
| 12,9   | 60-74 ans    | 13,9   |
| 20     | 45-59 ans    | 19,4   |
| 19,9   | 30-44 ans    | 20,1   |
| 20     | 15-29 ans    | 18,2   |
| 21,3   | 0-14 ans     | 19,8   |

### Enseignement
Les établissements scolaires de Boutigny-sur-Essonne sont rattachés à l'académie de Versailles. La commune dispose sur son territoire de l'école maternelle Pierre Siriex et de l'école élémentaire des Singes Verts.

### Culture
Le Geai est une association pour la mise en valeur des patrimoines naturel et humain, le tourisme de voisinage dans les cantons de La Ferté-Alais et Milly-la-Forêt qui agit depuis 1987. Il a œuvré pour le classement de la moyenne vallée de l'Essonne (effectif depuis 1991 : les zones humides et bois classés ne peuvent changer ni d'affectation ni d'aspect) ; l'établissement du plan départemental d'itinéraires de promenades et de randonnées (PDIPR) ; la gestion par les communes ou le département d'espaces naturels sensibles (préemption possible grâce à la loi de juillet 1985 en cas de vente des terrains concernés, comme dans le marais de Jarcy à Boutigny) ; l'entretien ou la réhabilitation des chemins ruraux, (patrimoine humain permettant découverte et détente) ; la création du parc naturel régional du Gâtinais français (effectif depuis 1999). Il adhère à l'Union des Amis du PNR. Il a réalisé, et réalise des moyens de sensibilisation et de découverte de notre patrimoine naturel et humain tels que : des sorties de découverte des milieux naturels, de l'agriculture, du petit patrimoine bâti rural, du traitement des déchets, des diaporamas, des vidéos, des brochures, des expositions sur les mêmes thèmes, des actions pédagogiques avec les scolaires sur l'eau, la forêt, le petit patrimoine humain, les déchets, les jardins et l'écologie des guides de petite randonnée-découverte (vallées de l'Essonne, de l'École, de la Juine et de Bouville).
Le foyer rural Contact a été créé en 1965. Il est agréé par le Ministère de l'Agriculture en 1966, la Direction de la Jeunesse et Éducation Populaire en 1987, élément B et le Ministère de la Jeunesse et des Sports en 1993.Avec ses 13 activités hebdomadaires  sur 36 plages horaires différentes, et sa quinzaine de manifestations annuelles sorties spectacles, le foyer rural a pour but offre une certaine animation au village.

### Musique
La première édition du festival Intervalles à Boutigny-sur-Essonne a eu lieu les 22, 23 et 24 juin 2018. Durant ces trois jours, le Secession Orchestra, dirigé par Clément Mao-Takacs, a investi l'église et plusieurs espaces naturels de la commune.

### Santé
La commune dispose sur son territoire de l'établissement d'hébergement pour personnes âgées dépendantes Saint-Jacques.

### Autres services publics
La commune dispose sur son territoire d'un centre de première intervention des sapeurs-pompiers et d'une agence postale.

### Sports
- Club de Tennis de Table de Boutigny-Vayres (CTTBV)

### Lieux de culte

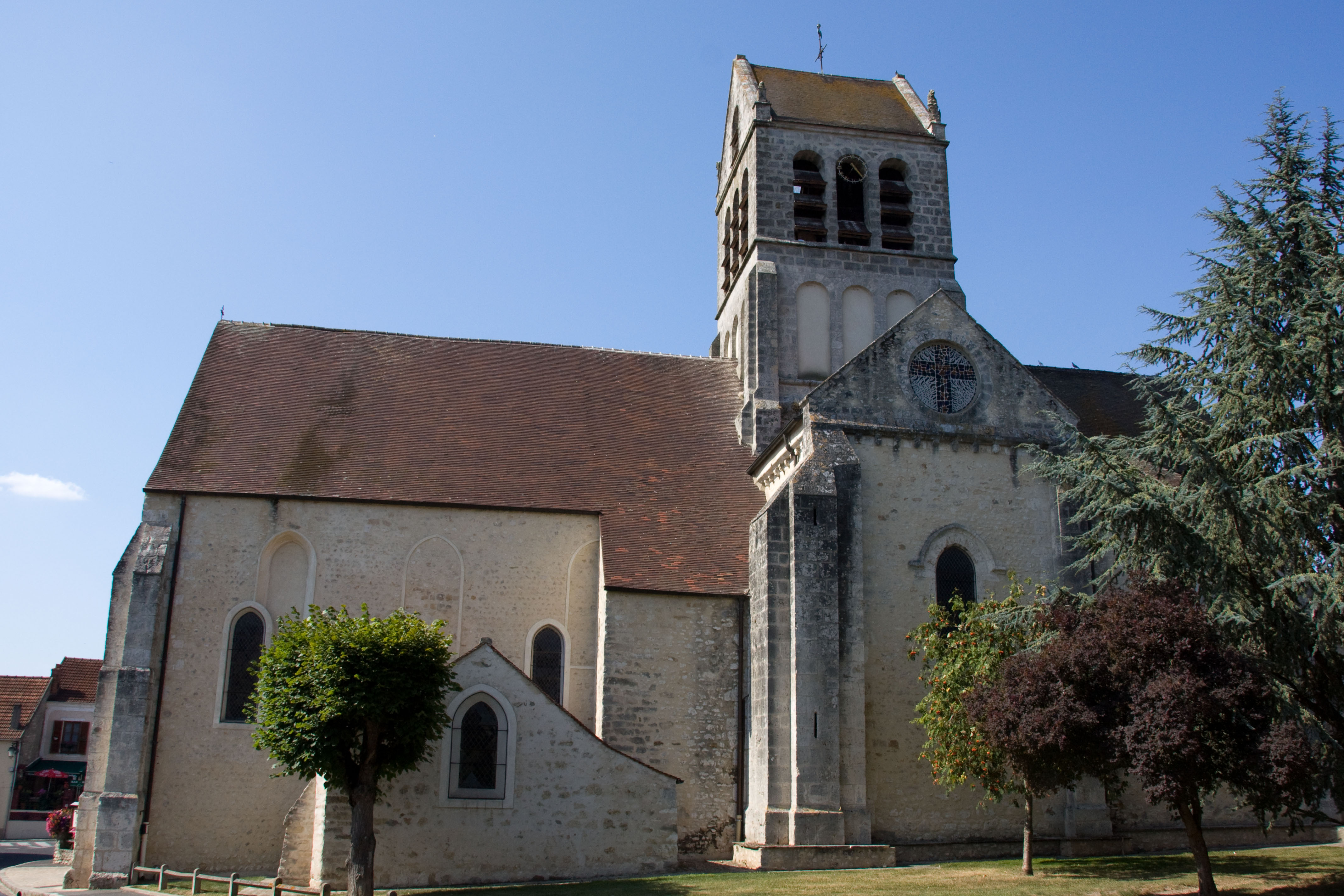
L'église Saint-Barthélémy.

La paroisse catholique de Boutigny-sur-Essonne est rattachée au secteur pastoral de Milly-la-Forêt et au diocèse d'Évry-Corbeil-Essonnes. Elle dispose de l'église Saint-Barthélémy.

### Médias
L'hebdomadaire Le Républicain relate les informations locales. La commune est en outre dans le bassin d'émission des chaînes de télévision France 3 Paris Île-de-France Centre, IDF1 et Téléssonne intégré à Télif.

## Économie

### Emplois, revenus et niveau de vie
En 2010, le revenu fiscal médian par ménage était de 41 939 €, ce qui plaçait Boutigny-sur-Essonne au 1 685e rang parmi les 31 525 communes de plus de 39 ménages en métropole.
| Répartition des emplois par catégories socioprofessionnelles en 2006. |              |                                           |                                                   |                            |                          |                           |
|                                                                       | Agriculteurs | Artisans, commerçants, chefs d’entreprise | Cadres et professions intellectuelles supérieures | Professions intermédiaires | Employés                 | Ouvriers                  |
| Boutigny-sur-Essonne                                                  | 2,1 %        | 9,4 %                                     | 16,2 %                                            | 25,7 %                     | 29,3 %                   | 17,4 %                    |
| Zone d’emploi d’Évry                                                  | 0,3 %        | 4,0 %                                     | 20,2 %                                            | 29,6 %                     | 28,2 %                   | 17,7 %                    |
| Moyenne nationale                                                     | 2,2 %        | 6,0 %                                     | 15,4 %                                            | 24,6 %                     | 28,7 %                   | 23,2 %                    |
| Répartition des emplois par secteurs d’activités en 2006.             |              |                                           |                                                   |                            |                          |                           |
|                                                                       | Agriculture  | Industrie                                 | Construction                                      | Commerce                   | Services aux entreprises | Services aux particuliers |
| Boutigny-sur-Essonne                                                  | 6,0 %        | 2,1 %                                     | 11,8 %                                            | 10,5 %                     | 7,2 %                    | 17,1 %                    |
| Zone d’emploi d’Évry                                                  | 0,9 %        | 13,5 %                                    | 5,4 %                                             | 14,6 %                     | 16,2 %                   | 6,9 %                     |
| Moyenne nationale                                                     | 3,5 %        | 15,2 %                                    | 6,4 %                                             | 13,3 %                     | 13,3 %                   | 7,6 %                     |
| Sources : Insee,                                                      |              |                                           |                                                   |                            |                          |                           |

## Culture locale et patrimoine

### Lieux et monuments
- Grottes ornées de Malabry
- Boutigny-sur-Essonne a été récompensée par trois fleurs au concours des villes et villages fleuris[73].
- L'église Saint-Barthélémy du XIIe siècle, remaniée au XIVe siècle a été inscrite aux monuments historiques le 16 juillet 1925[74].
La cloche de bronze installée en 1557 s'appelle Marie, pèse 817 kg pour 1,10 mètre de diamètre. Elle sonne un mi3 326 Hz. Sur son flanc est inscrit La cloche de notre église DE MARIE porte le nom, pour jubiler par son parfait le Dieu de paix et d'union .l'an 1557. Elle a été restaurée en 1998. Deux tableaux de Jean-Baptiste Wicar dans l'église.
- Moulin de Boutigny : les moulins des deux rives (sur la rive gauche, le Grand Moulin de Vayres du XIIe siècle et le moulin banal de Boutigny du XVe siècle sur la rive droite) ont été réunis en un seul bâtiment. Ce dernier avait, jusqu'en 2005, vocation industrielle (farine). Le bâtiment est devenu aujourd'hui une résidence de plusieurs studios et appartements.

### Patrimoine naturel
- Les berges de l'Essonne et les bois entourant le village ont été recensés au titre des espaces naturels sensibles par le conseil général de l'Essonne[75].

### Personnalités liées à la commune
- Michel de L'Hospital, chancelier de France, y est mort en 1573
- Christian-Philippe Chanut, prêtre catholique, y est mort en 2013

### Héraldique et logotype

Logo.

| Blason de Boutigny-sur-Essonne | Blason  | D'argent à la pyramide de pierres de sable maçonnée du champ, mouvant de la pointe, chargée d'un écusson parti d'or et d'azur à la croix ancrée de gueules brochant sur la partition, la pyramide surmontée de deux doloires adossées de gueules, au chef ondé d'or soutenu de sinople chargé de trois maillets du même. |
| Blason de Boutigny-sur-Essonne | Détails | |